# Betriebsführer (Nationalsozialismus)

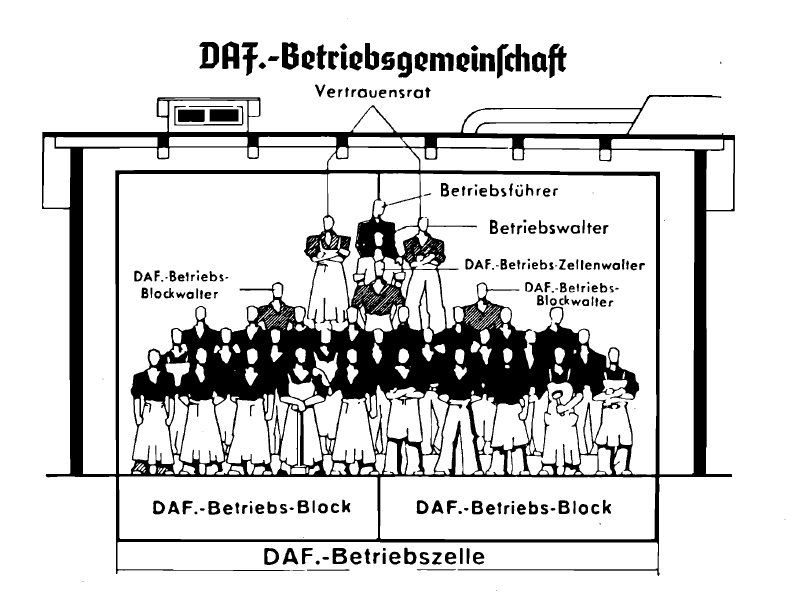
Die Stellung des Betriebsführers graphisch dargestellt im Organisationshandbuch der NSDAP

Nach der Definition durch das Gesetz zur Ordnung der nationalen Arbeit vom 20. Januar 1934 war ein Betriebsführer ein Unternehmer, Inhaber oder Geschäftsführer eines Industrie- und Handwerksbetriebs oder auch ein Bauer mit eigenem Betrieb.
Der Begriff „Betriebsführer“ war entsprechend Cornelia Schmitz-Berning in ihrem Standardwerk über das Vokabular im Nationalsozialismus ideologisch folgendermaßen begründet worden: Es sollte das alte Kampfverhältnis von Unternehmer und Arbeiter beseitigt werden und es sollte eine Betriebseinheit von Betriebsführer und Gefolgschaft entstehen. Der Betriebsführer war gegenüber den Arbeitnehmern seines Betriebes („Gefolgschaft“) in innerbetrieblichen Fragen weisungsbefugt, musste sich jedoch selbst dem staatlich bestellten „Treuhänder der Arbeit“ gegenüber verantworten, der in Fragen der Lohnpolitik, Arbeitszeit und Arbeitsbedingungen Befehlsgewalt hatte. Nach § 38 des Gesetzes zur Ordnung der nationalen Arbeit konnte ein Betriebsführer auch durch ein  „Ehrengericht“ abgesetzt werden. Innerbetrieblich stärkte die NS-Wirtschaftsverfassung die Position des Arbeitgebers, dessen unternehmerische Freiheit jedoch zugunsten des Staates massiv eingeschränkt wurde.
Durch einen Erlass von 1934 ergaben sich weitere spezielle Aufgaben und Rechte für Betriebsführer. Neben den ökonomischen und technischen Anforderungen, die sich aus dem jeweiligen Betriebszweck und -ziel ergeben, hatten die Betriebsführer ein Züchtigungsrecht über Ostarbeiter entsprechend dem Ostarbeitererlass vom 20. Februar 1942 und über Polen entsprechend den Polenerlassen. Die Betriebsführer waren ferner entsprechend einem Merkblatt verpflichtet, unerlaubte Entfernung von polnischen Zwangsarbeitern unverzüglich der zuständigen Ortspolizei zu melden.
Neben dieser Aufgabe war es entsprechend der Verordnung zur Ausschaltung der Juden aus dem deutschen Wirtschaftsleben vom 12. November 1938 Juden nicht mehr erlaubt, Betriebsführer zu sein. Juden in Leitungspositionen konnten ohne Abfindung mit einer Frist von sechs Wochen entlassen werden. Die zweite Verordnung zur Durchführung der Verordnung zur Ausschaltung der Juden aus dem deutschen Wirtschaftsleben vom 14. Dezember 1939 untersagte darüber hinaus, dass Juden stellvertretende Betriebsführer sein konnten.